# Belize i olympiska spelen
Belize deltog första gången vid olympiska sommarspelen 1968 i Mexico City och har sedan dess varit med vid varje olympiskt sommarspel förutom vid spelen 1980 i Moskva som de bojkottade. De har aldrig deltagit vid de olympiska vinterspelen. Belize har ännu inte (2020) vunnit någon medalj. Vid spelen 1968 och 1972 var landet känt under sitt koloniala namn Brittiska Honduras.

## Medaljer
| Guld | Silver | Brons | Totalt antal medaljer |
| ---- | ------ | ----- | --------------------- |
| 0    | 0      | 0     | 0                     |

### Medaljer efter sommarspel
| Spel             | Guld        | Silver      | Brons       | Totalt      |
| Mexico City 1968 | 0           | 0           | 0           | 0           |
| München 1972     | 0           | 0           | 0           | 0           |
| Montréal 1976    | 0           | 0           | 0           | 0           |
| Moskva 1980      | Deltog inte | Deltog inte | Deltog inte | Deltog inte |
| Los Angeles 1984 | 0           | 0           | 0           | 0           |
| Seoul 1988       | 0           | 0           | 0           | 0           |
| Barcelona 1992   | 0           | 0           | 0           | 0           |
| Atlanta 1996     | 0           | 0           | 0           | 0           |
| Sydney 2000      | 0           | 0           | 0           | 0           |
| Aten 2004        | 0           | 0           | 0           | 0           |
| Peking 2008      | 0           | 0           | 0           | 0           |
| London 2012      | 0           | 0           | 0           | 0           |
| Totalt           | 0           | 0           | 0           | 0           |